# جاي إبراهام
جاي إبراهام (بالإنجليزية: Jay Abraham)‏ هو شخصية أعمال أمريكي، ولد في 8 يناير 1949 في إنديانابوليس في الولايات المتحدة.

## وصلات خارجية
- الموقع الرسمي